# آئین بلال
آئین بلال (به فرانسوی: Ain Blal) یک منطقهٔ مسکونی در مراکش است که در شاویه وردیغه واقع شده‌است.

## خصوصیات
آئین بلال ۵٬۱۶۶ نفر جمعیت دارد.